# Пустовойтов Сергій Аполлонович
Сергій Аполлонович Пустовойтов ( 1893—1937 ) — співробітник органів державної безпеки, СБУ вважається одним із відповідальних за Голод в Україні у 1932—1933 роках .

## Біографія
Походить із дворянської родини. У 1919—1920 був членом Київського губернського комітету партії лівих есерів, редагував газету «Боротьба» . У 1921 р. заарештований ЧК, після чого став співробітником органів держбезпеки.
Працював із агентурними даними від М.Є. Ялового (згодом склав обвинувальний висновок у справі), І. І. Гірняка (згодом допитував його), А. А. Біленького-Березинського  та інших. Серед інших допитував Ф . Л. Ернста, О. Вишню, Г. А. Костюка, Н. І. Шрага .
Проживав у Києві, перебував на посаді начальника 2-го відділення Секретно-політичного відділу ДПУ УРСР, який тимчасово виконував обов'язки. Потім до арешту працював начальником відділення Секретно-політичного відділу Управління державної безпеки НКВС УРСР .
Заарештований 23 липня 1937 року. Засуджений 7 вересня 1937 р. Виїзною сесією Військової колегії Верховного суду СРСР за статтею 54-1 «а» КК УРСР до вищої міри покарання — розстрілу. На підставі статті 1-ї Закону України «Про реабілітацію жертв політичних репресій в Україні» від 17 квітня 1991 року посмертно реабілітовано.
,СБУ вважається одним із відповідальних за Голод в Україні у 1932—1933 роках .